# Блафф-Сіті (Канзас)
Блафф-Сіті (англ. Bluff City) — місто (англ. city) в США, в окрузі Гарпер штату Канзас. Населення — 45 осіб (2020).

## Географія
Блафф-Сіті розташований за координатами 37°4′34″ пн. ш. 97°52′30″ зх. д. / 37.07611° пн. ш. 97.87500° зх. д. (37.076016, -97.874910).  За даними Бюро перепису населення США в 2010 році місто мало площу 1,40 км², уся площа — суходіл. В 2017 році площа становила 1,31 км², уся площа — суходіл.

## Демографія
Згідно з переписом 2010 року, у місті мешкало 65 осіб у 29 домогосподарствах у складі 13 родин. Густота населення становила 46 осіб/км².  Було 42 помешкання (30/км²).
Расовий склад населення:
| - 100,0 % — білих |

До двох чи більше рас належало 0,0 %. Частка іспаномовних становила 0,0 % від усіх жителів.
За віковим діапазоном населення розподілялося таким чином: 23,1 % — особи молодші 18 років, 63,1 % — особи у віці 18—64 років, 13,8 % — особи у віці 65 років та старші. Медіана віку мешканця становила 42,8 року. На 100 осіб жіночої статі у місті припадало 124,1 чоловіків;  на 100 жінок у віці від 18 років та старших — 117,4 чоловіків також старших 18 років.
Середній дохід на одне домашнє господарство  становив 30 584 долари США (медіана — 31 250), а середній дохід на одну сім'ю — 29 407 доларів (медіана — 26 250). За межею бідності перебувало 21,6 % осіб, у тому числі 29,4 % дітей у віці до 18 років та 0,0 % осіб у віці 65 років та старших.
Цивільне працевлаштоване населення становило 22 особи. Основні галузі зайнятості: будівництво — 40,9 %, роздрібна торгівля — 22,7 %, транспорт — 9,1 %, виробництво — 9,1 %.